# خانواده هسته‌ای

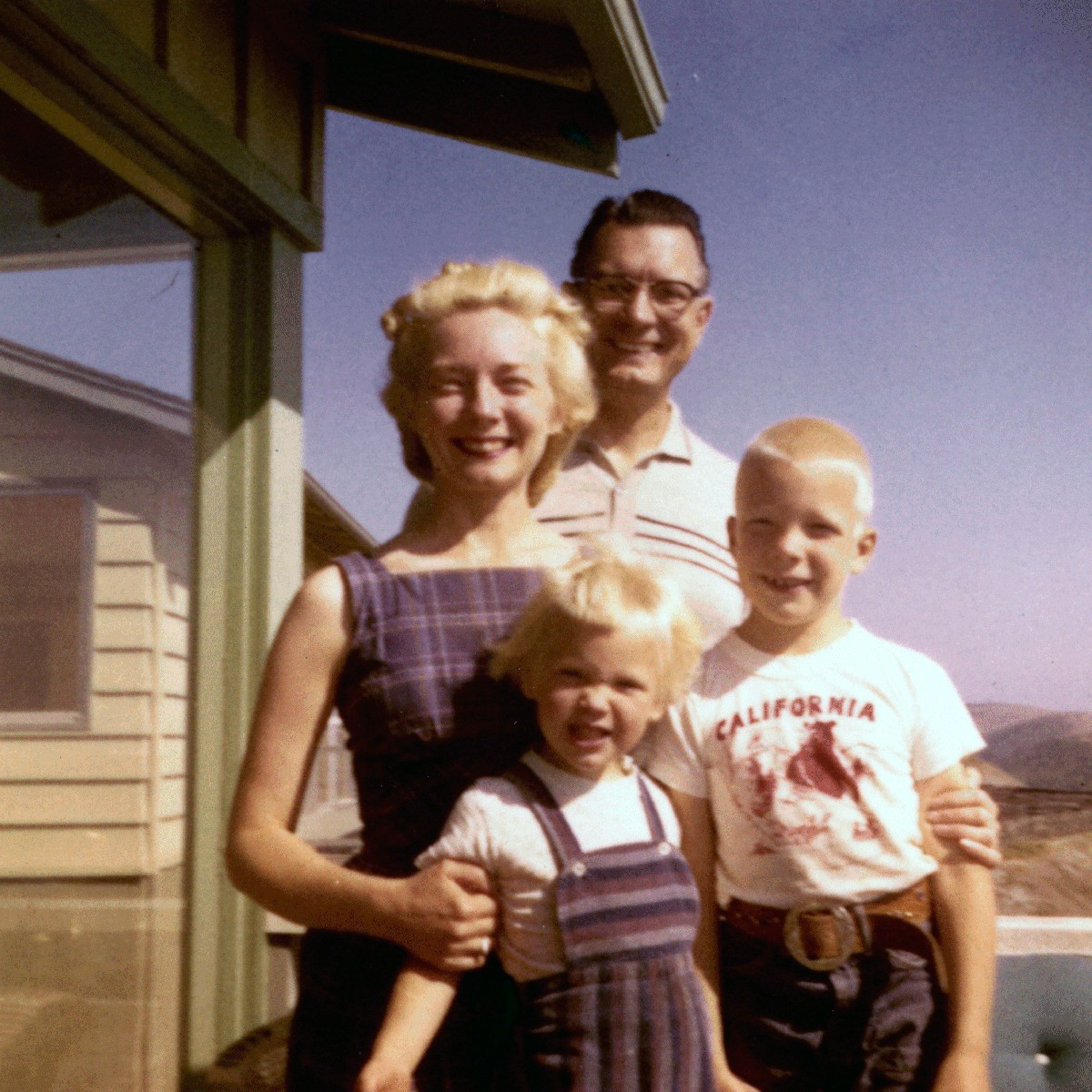
یک خانواده هسته‌ای آمریکایی متشکل از زن و شوهر و فرزندان

خانواده هسته‌ای در اصطلاح علوم اجتماعی به خانواده‌ ای متشکل از زن و شوهر و فرزندان آن‌ها گفته می‌شود.